# Bismarckstraße 23 (Bad Kissingen)

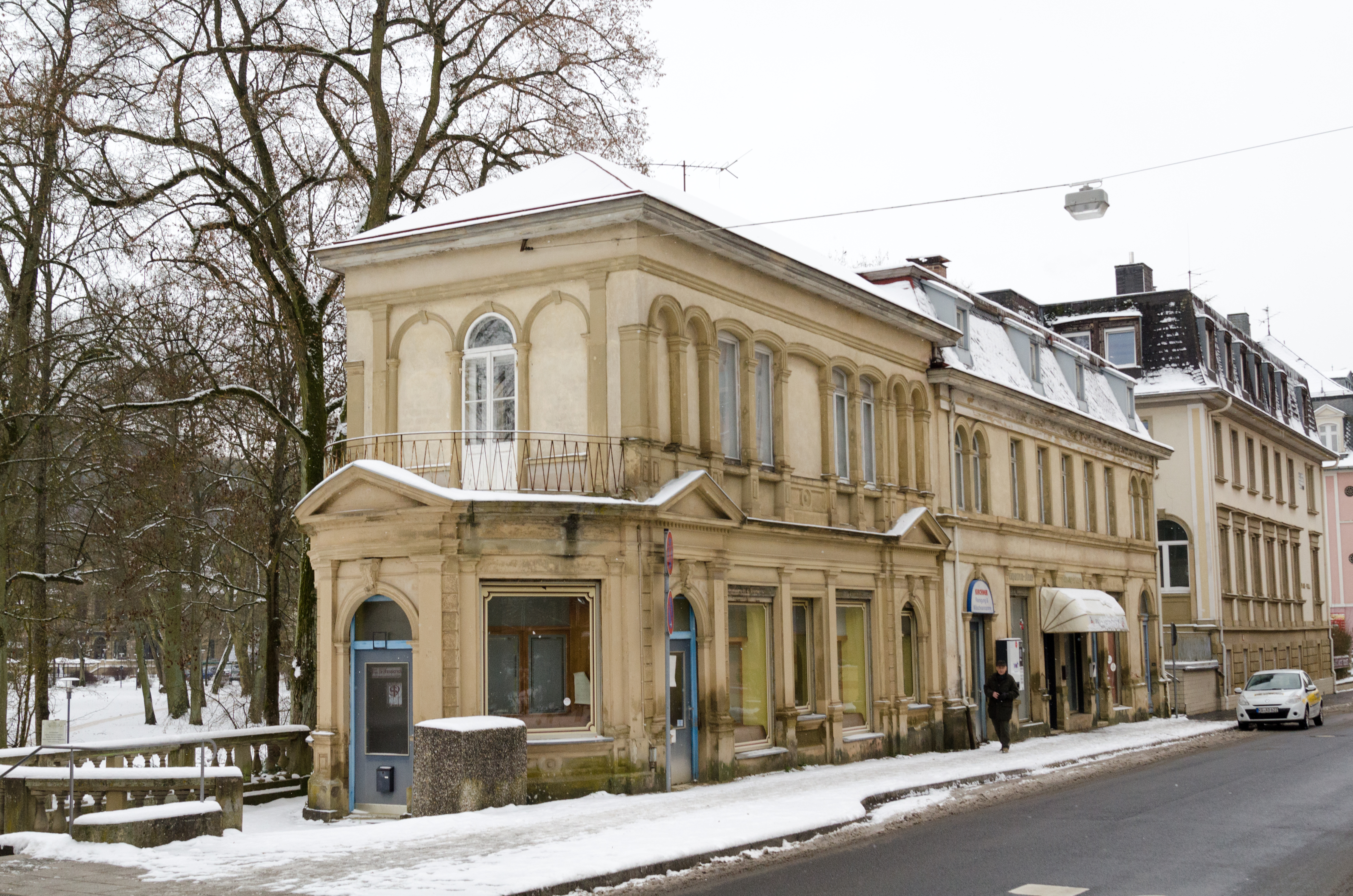
Bismarckstraße 23 in Bad Kissingen

Das Anwesen Bismarckstraße 23 in der Bismarckstraße in Bad Kissingen, der Großen Kreisstadt des unterfränkischen Landkreises Bad Kissingen, gehört zu den Bad Kissinger Baudenkmälern und ist unter der Nummer D-6-72-114-278 in der Bayerischen Denkmalliste registriert.

## Geschichte
Das ehemalige Bazar- und Restaurantgebäude besteht aus einem zweigeschossigen verputzten Mansardwalmdachbau sowie aus einem nördlichen zweigeschossigen Anbau mit Walmdach. Beide wurden im Jahr 1885 vom Architekten Carl Wilhelm Christian von Doderer im Stil der Neurenaissance errichtet. Architekt von Doderer war nach Bad Kissingen gekommen, als er mit seinem Schwiegervater Heinrich von Hügel beim Bau des zum Luitpoldbad gehörenden Luitpoldcasinos zusammengearbeitet hatte.
Die Anlage steht auf einem zum Hotel Vier Jahreszeiten gehörenden Grundstück zwischen Luitpoldpark und Bismarckstraße. Dort entstanden im Jahr 1885 mehrere Hotelerweiterungen: zum einen die inzwischen veränderte Dependance Bismarckstraße 25, zum anderen ein anschließendes Bazargebäude mit der heutigen Nr. 23. Dieses Bazargebäude wurde zur Ludwigsbrücke hin um ein Restaurantgebäude ergänzt.
Der Kopfbau ist im Erdgeschoss mit einer mit seitlichen Ädikulä bereicherten Pilasterstellung mit geradem Architrav und im Obergeschoss mit einem dichten Pfeiler-Bogen-Motiv mit abwechselnder Rund- und Stichform vielfältig gegliedert. Die zahlreichen Fenster des Anwesens lassen dessen ursprüngliche Nutzung als Restaurant erkennen.
Das Bazargebäude ist schlichter gestaltet, es wurde zum Park hin nachträglich mit eisernen Balkonanbauten ergänzt.